# Panzer VIII Maus
 Denne artikel bør gennemlæses af en person med fagkendskab for at sikre den faglige korrekthed.

PzKpfW VIII var et tysk udviklingsprojekt under 2. Verdenskrig, der skulle resultere i en kæmpemæssige kampvogn, der måske snarere burde klassificeres som et mobilt fort, end som et egentligt køretøj.
Den færdige kampvogn ville have været 10 meter lang og over tre en halv meter høj. Den skulle beklædes med op til 240 mm tyk pansring og vejede omkring 185 tons.
Den skulle bevæbnes med en 128 mm anti-tank kanon, som var kraftig nok til at nedkæmpe en hvilken som helst allieret kampvogn på lang afstand. Ud over dette hovedvåben skulle den også have en sekundær 75 mm kanon. En sekundær kanon som var kraftigere end de fleste andre kampvognes primære våben. Tillige skulle den også have to coaxiale maskingeværer af standard hærmodel MG42. 7.65 mm.
En svaghed ved hovedbevæbningen var at ladningen bestod af projektilet og i hvert fald en fremdriftsladning. Da vægten for den samlede komponent var for stor for en lader at bære. Samme problem led Tiger II JagdTiger også under. Det betød (i sammenligning med samtidige vogne) langsom ladetid og derfor nedsat kampevne.
Den lave hastighed var også af betydning for kampevnen
Udviklingsarbejdet var et resultat af en ordre i 1942 fra Hitler til Dr. Ferdinand Porsche om sammen med Krupp's at konstruere en supertung kampvogn i 100 tons klassen. Den første prototype af Maus – uden tårn – blev afprøvet i december 1944. Selve tårnet blev først monteret i et senere stadie af udviklingen, idet de fleste prøvekørsler blev gennemført med en attrap.
Da kun få broer ville kunne bære den 185 tons tunge kampvogn, blev der skabt mulighed for at den, ved hjælp af en snorkel, selv kunne krydse floder med vanddybder op til ca. 4 meter. Til prototyperne anvendtes en 1200 Hk Daimler-Benz benzinmotor (diesel var forudset til den endelige udgave) med elektrisk transmission. Maus kunne dermed opnå en hastighed af ca. 20km/t. De kun to prototyper af Maus, kørte i 1944 og 1945, men kom aldrig i kamp. Den taktiske værdi af så tunge kampvogne var yderst tvivlsom, ligesom anvendelse af udviklingsressourcer på dette stadie af krigen på to parallelle udviklingsprojekter, Maus hhv. PzKpfW E.100.
Panzer VIII var et udviklingsprojekt som skulle resultere i en kørende fæstning.
Selve konceptet om en supertung kampvogn var yderst fejlbehæftet, da få veje og næsten ingen broer kunne holde til at 'Musen' kørte på dem. Løsningen blev som Tiger I også i begyndelsen var udrustet med, at lade den køre under vandet. Dernæst var bælterne så panserindkapslet, at skiftning af bælterne tog 8 mand 6 timer i laboratorieforhold. Tests viste også at Mausen ret nemt sank ned i jorden og i øvrigt kun kunne bevæge sig ca. 20 km/t og forbrugte ca. 500 L brændstof i timen. Alt dette ville gøre det yderst vanskeligt at finde taktiske og strategiske situationer hvor Mausen kunne indsættes med fordel. Den tiltænkte motor blev aldrig færdig og forskellige nødløsninger blev benyttet uden stor succes. Blandt andet en flymotor. Principielt skulle brændstof motoren blot være transformator til elmotoren som drev selve kædehjulene til bælterne. 
Når Mausen var "neddykket" under vand, skulle en anden Maus levere strømmen, da iltforsyningen ellers ville være utilstrækkelig til at holde liv i en brændstofmotor. Test viste at dette virkede ganske fremragende.
Dokumentation viser at tyskerne tidligt i 1945 ændredes snecamouflage  bemalingen til standard tankgul med ujævne grønne mønstre og tillige malede et lille spejlvendt hammer og segl tegn på skroget. Om det var et led i contraspionage tiltag eller et udtryk af sort humor vides ikke. Billeder med denne bemaling visende en kørende intakt Maus har foranlediget nogen til at tro at russerne selv fik Mausen til at køre eller endda erobrede én intakt. 
Mausen blev aldrig færdigudviklet.
Få timer inden russerne nåede testområdet (angiveligt 20. april 1945) blev de to test kampvogne ved egen drift sendt mod Berlin, angiveligt for at deltage i forsvaret af Berlin. Testvogn 2 (V2) som var den, der var udrustet med kanontårn brød sammen umiddelbart uden for området 60 km syd for Berlin og blev sprængt som standardprocedure for ikke at falde brugbar i fjendens hænder. Testkampvogn 1 (V1) havde da mistet enhver militærpraktisk brug og blev blot efterladt 20 km længere mod nord.
Det lykkedes russerne at påsætte tårnet fra V2 på V1 vognen, som så blev sendt til Rusland i marts 1946 for yderligere tests. Det står nu på museum i Moskva.
De øvrige test kampvogne fra området nåede frem til forsvaret af Berlin og bestod af en skønsom blanding af kampvogne erobret intakt fra de allierede. En af dem var tilmed en engelsk Mark I fra første verdenskrig. Øvrige dokumenterede var T-34 og Sherman.